# 945 a.C.
Il 945 a.C. (CMXLV a.C. in numeri romani) è un anno  del X secolo a.C.

## Morti
- Psusennes II, faraone egizio
- Psusennes III, sacerdote egizio